# Municipio de Háyredin
El municipio de Háyredin (en búlgaro: Община Хайредин) es un municipio búlgaro perteneciente a la provincia de Vratsa.
En 2011 tiene 5001 habitantes, el 78,8% búlgaros y el 6,44% gitanos. La tercera parte de la población vive en la capital municipal Háyredin.
Se ubica en un área rural del noroeste de la provincia y su término municipal limita con la provincia de Montana.

## Localidades
Comprende seis pueblos:
- Bótevo
- Bárzina
- Manastírishte
- Miháylovo
- Rógozen
- Háyredin (la capital)